# Cerbalus pulcherrimus
Cerbalus pulcherrimus là một loài nhện trong họ Sparassidae.
Loài này thuộc chi Cerbalus. Cerbalus pulcherrimus được Eugène Simon miêu tả năm 1880.